# Prímula
Primula és un gènere de plantes amb flors que conté unes 400-500 espècies herbàcies, anomenades comunament prímules en català. Són de creixement lent dins la família Primulaceae. Moltes espècies del gènere es cultiven per les seves flors com a planta ornamental. El gènere és originari de les regions de clima temperat de l'hemisferi nord i arriben cap al sud fins a les muntanyes tropicals d'Etiòpia, Indonèsia i Nova Guinea, i l'Amèrica dels Sud de clima temperat.
Etimològicament el nom deriva del diminutiu femení llatí de primus (primer): primula i significa 'petita primera', en el cas de l'espècie Primula veris vol dir, literalment, 'petita primera veritable'.
Les prímules perennes floreixen principalment durant la primavera; el color de la flor pot ser porpra, groc, vermell, rosa, o blanc. Generalment prefereixen la llum del sol filtrada i moltes espècies estan adaptades al clima d'alta muntanya.
Algunes prímules cultivades es coneixen com a polyanthus.

## Espècies autòctones als Països Catalans

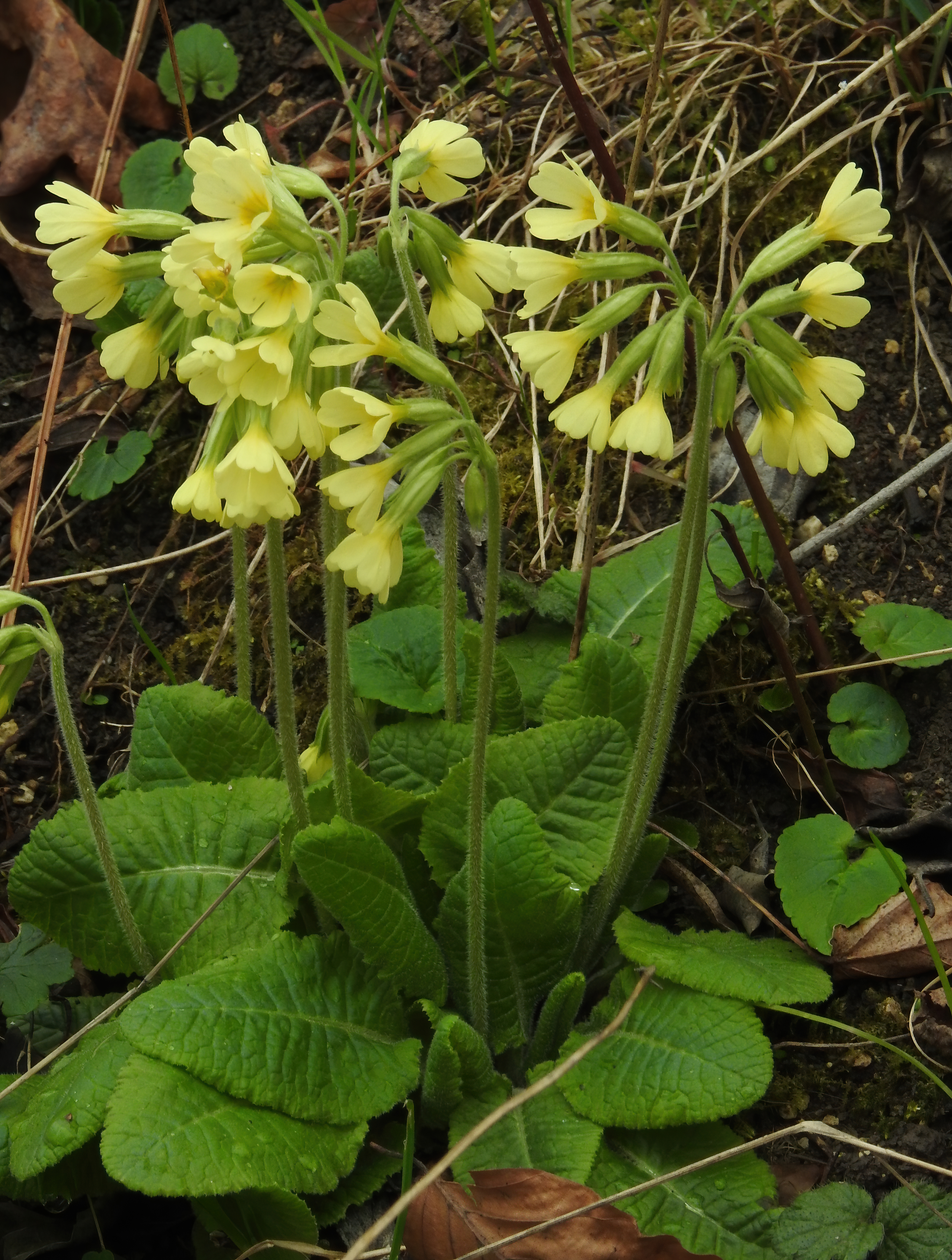
Primula elatior

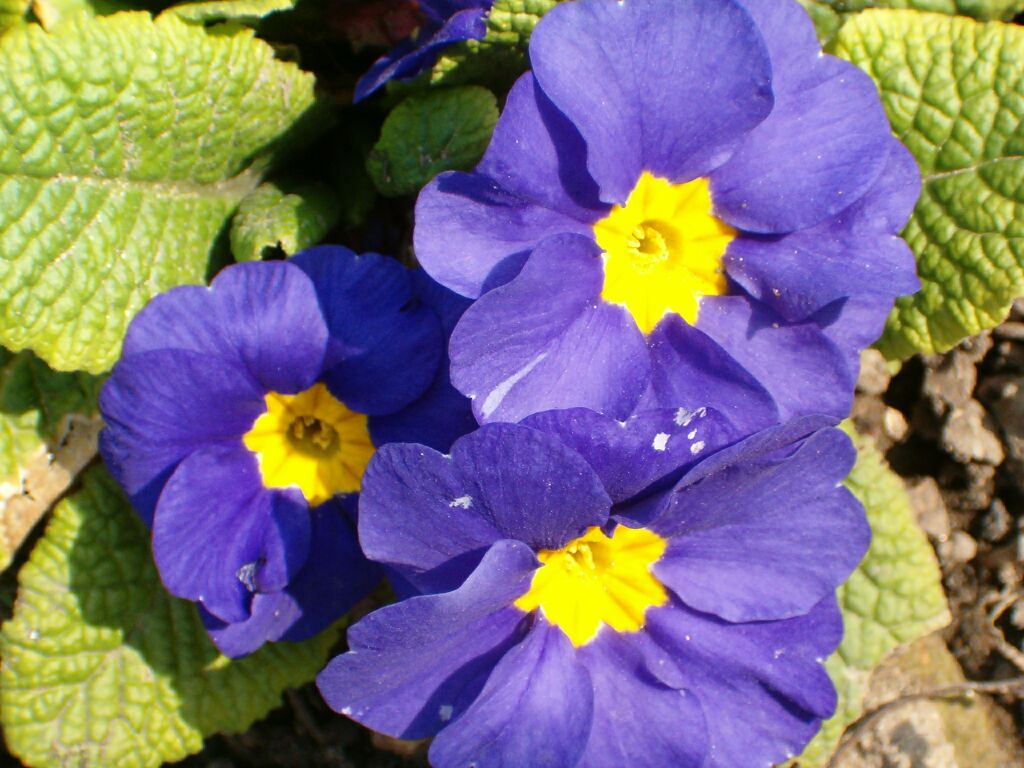
Un cultiu modern de prímula

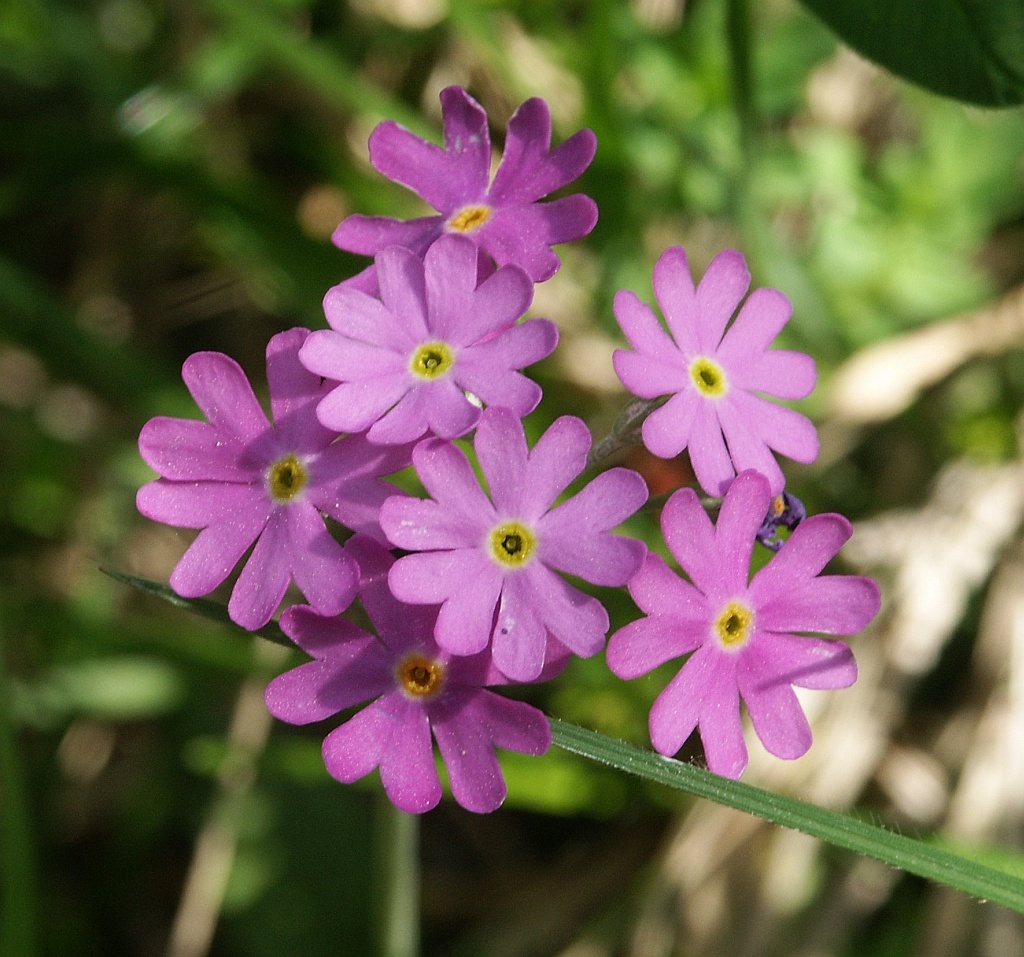
Primula farinosa, flors

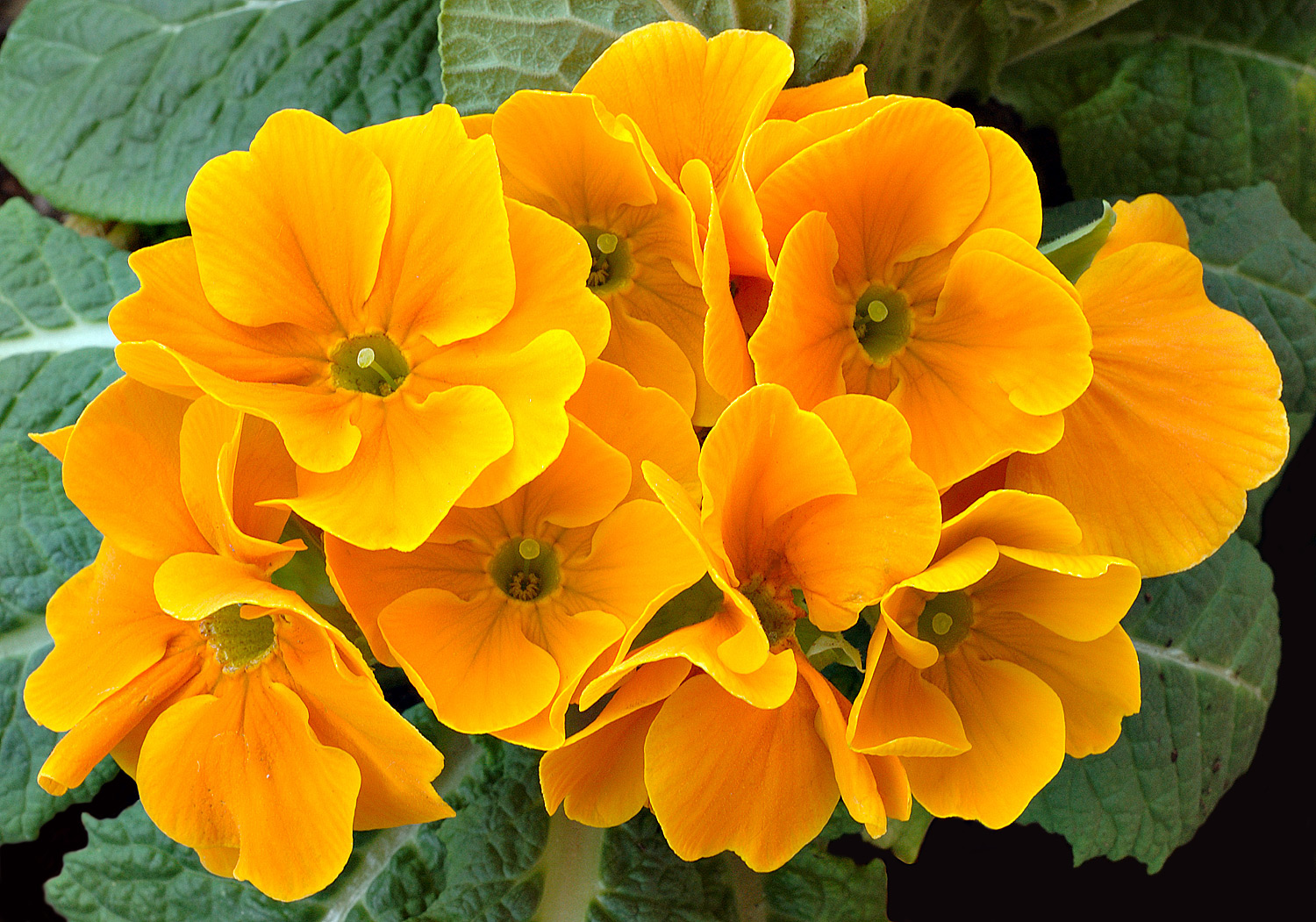
Primula hortensis

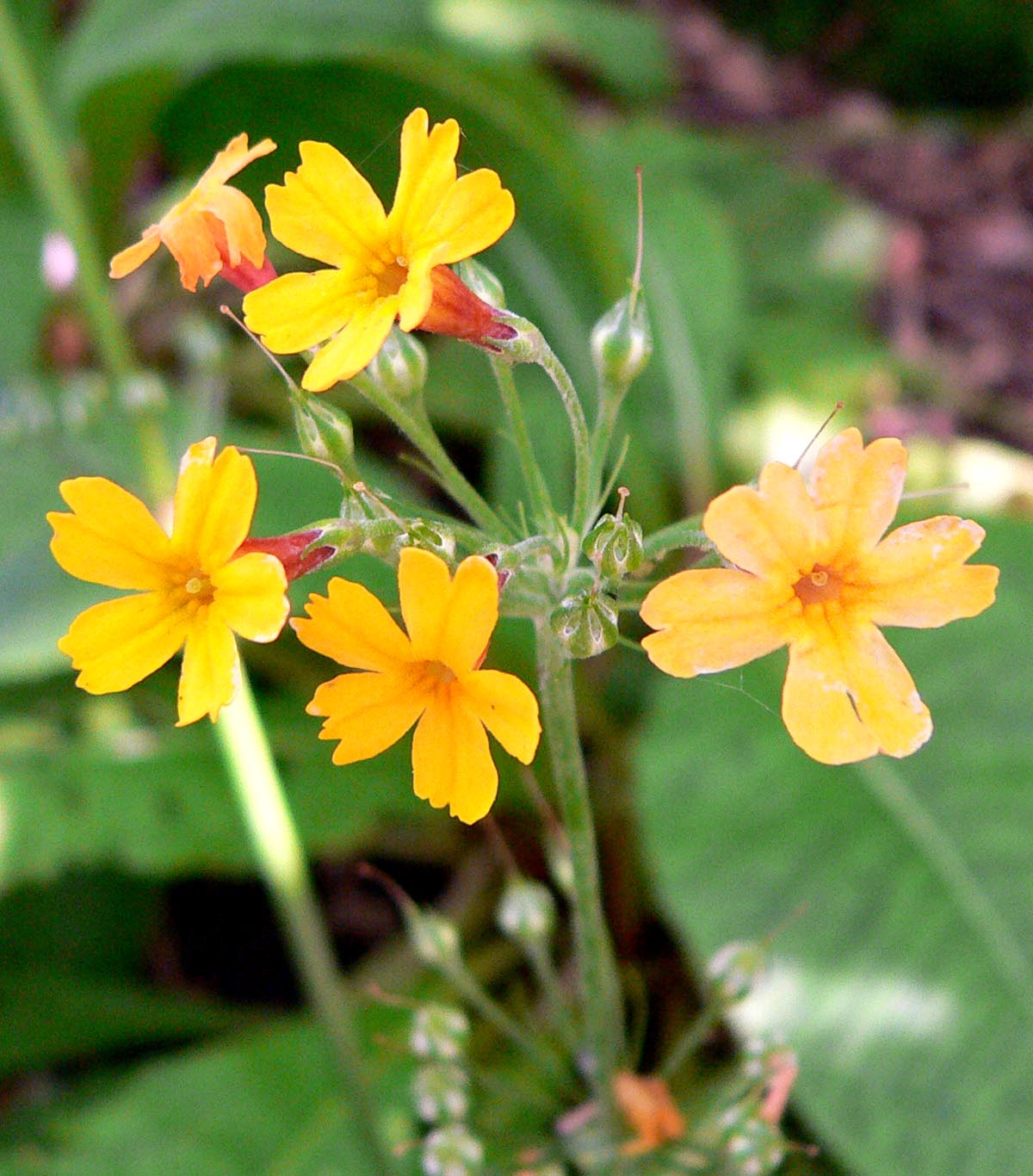
Primula prolifera

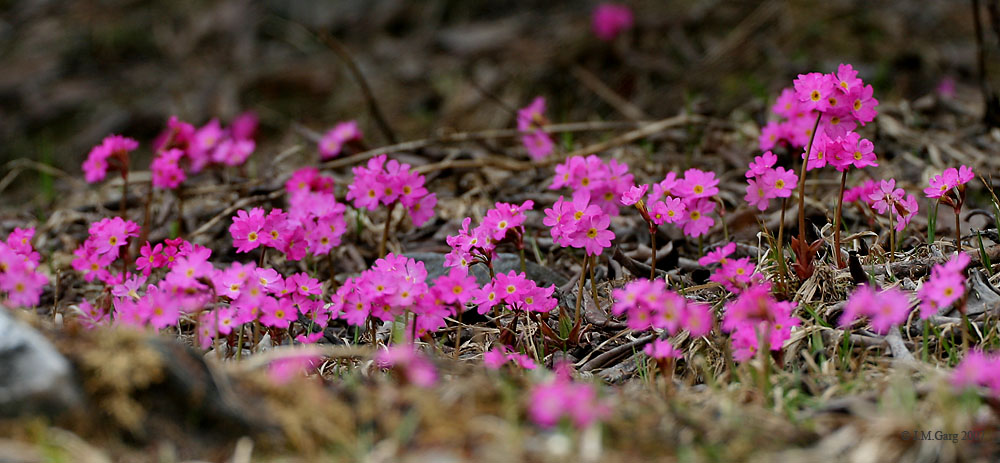
Primula rosea

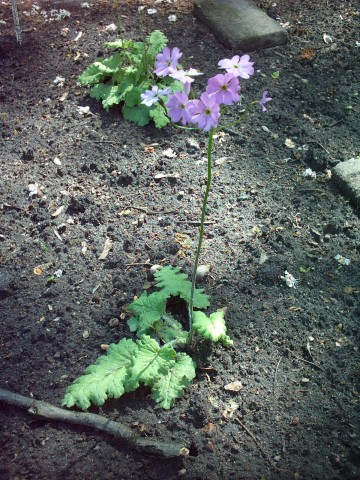
Primula sieboldii

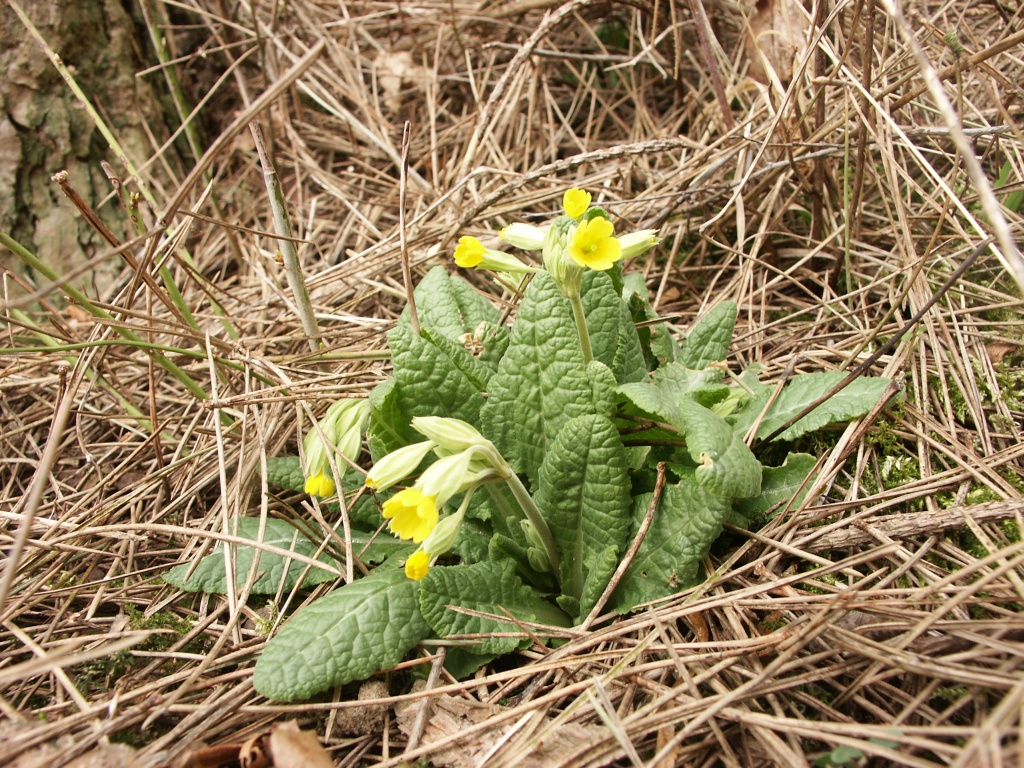
Primula veris

La prímula és un gènere autòcton de la vegetació dels Països Catalans amb les espècies següents:
- Primula integrifolia
- Primula latifolia
- Primula farinosa
- Primula vulgaris, sinònim: Primula acaulis- Prímula acaule
- Primula elatior
- Primula veris

## Classificació
El gènere Dodecatheon, originat dins del gènere Primula, inclou 14 espècies.

### Seccions del gènerePrimula
Algunes de les seccions tenen moltes espècies, d'altres només una sola:
| - Amethystina - Auricula - Bullatae - Candelabra - Capitatae - Carolinella - Cortusoides - Cuneifolia - Denticulata - Dryadifolia | - Farinosae - Floribundae - Grandis - Malacoidea - Malvacea - Minutissimae - Muscaroides - Nivales - Obconica - Parryi | - Petiolares - Pinnatae - Pycnoloba - Reinii - Rotundifolia - Sikkimensis - Sinenses - Soldanelloideae - Souliei - Vernales |

### Algunes espècies
| - Primula alcalina - Primula algida - Primula allionii - Primula alpicola - Primula amoena - Primula angustifolia (Alpina) - Primula anisodora - Primula anvilensis (Boreal) - Primula appenina - Primula atrodentata - Primula aurantiaca - Primula aureata - Primula auricula - Primula auriculata - Primula beesiana - Primula bellidifolia - Primula boothii - Primula borealis - Primula bracteosa - Primula bulleyana - Primula burmanica (Birmània) - Primula calderiana - Primula capillaris - Primula capitata - Primula capitellata - Primula carniolica - Primula cawdoriana - Primula chionantha - Primula chungensis - Primula clarkei - Primula clusiana - Primula cockburniana - Primula concholoba - Primula cortusoides - Primula cuneifolia - Primula cusickiana - Primula daonensis - Primula darialica - Primula denticulata - Primula deorum - Primula deuteronana - Primula edgeworthii - Primula egaliksensis (Grenlàndia) - Primula elatior - Primula ellisiae - Primula erythrocarpa - Primula eximia (Àrtida) - Primula farinosa - Primula fedschenkoi - Primula firmipes - Primula flaccida - Primula floribunda - Primula florindae (Tibet) - Primula forrestii - Primula frondosa - Primula gambeliana - Primula geraniifolia - Primula glaucescens - Primula glomerata - Primula glutinosa - Primula gracillipes - Primula griffithii - Primula halleri - Primula heucherifolia - Primula hirsuta - Primula hortensis - Primula hyacinthina - Primula ianthina - Primula incana - Primula integrifolia - Primula involucrata - Primula ioessa - Primula irregularis - Primula japonica - Primula jesoana - Primula juliae - Primula kewensis (Kew) - Primula kisoana * Amethystina - Primula kitaibeliana | - Primula latifolia - Primula lutea - Primula luteola - Primula macrophylla - Primula magellanica - Primula malacoides - Primula marginata - Primula megaseifolia - Primula melanops - Primula minima - Primula mistassinica - Primula modesta - Primula mollis - Primula muscarioides - Primula nipponica - Primula nivalis - Primula nutans - Primula obconica - Primula palinuri - Primula parryi - Primula pedemontana - Primula petiolaris - Primula poissonii - Primula polyneura - Primula prolifera - Primula pulverulenta - Primula redolens - Primula reidii - Primula reinii - Primula renifolia - Primula reptans - Primula reticulata - Primula rosea (Himàlaia) - Primula roxburghii - Primula rusbyi - Primula sapphirina - Primula saxatilis - Primula scandinavica - Primula scapigera - Primula scotica (Escòcia) - Primula secundiflora - Primula serratifolia - Primula sibirica - Primula sieboldii - Primula sikkimensis - Primula sinensis - Primula sinopurpurea - Primula soldanelloides - Primula sonchifolia - Primula spectabilis - Primula specuicola - Primula stricta - Primula suffrutescens - Primula takedana - Primula tanneri - Primula tibetica - Primula tschuktschorum (Chukchi) - Primula tyrolensis - Primula veris - Primula verticillata - Primula vialii - Primula villosa - Primula vulgaris - Primula waltonii - Primula warshenewskiana - Primula whitei - Primula wilsonii - Primula wollastonii - Primula wulfeniana - Primula yuparensis |